# Doświadczenie Pounda-Rebki

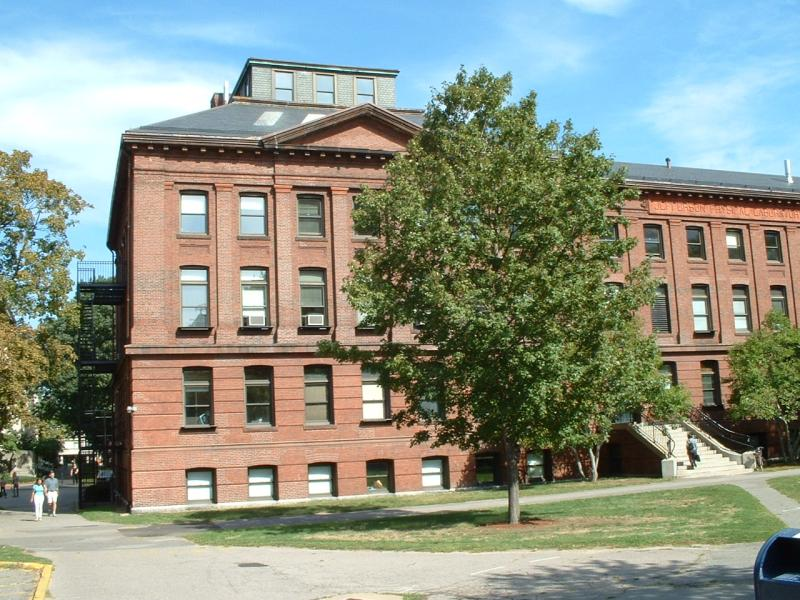
Jefferson Physical Laboratory znajdujące się na Uniwersytecie Harvarda. Doświadczenie przeprowadzono w szybie w lewym skrzydle budynku

Doświadczenie Pounda-Rebki – jedno z doświadczeń przeprowadzonych w XX wieku w celu weryfikacji ogólnej teorii względności. W 1959 roku Robert Pound wraz ze swym doktorantem, Glenem Rebką, dokonali pomiarów przesunięcia ku czerwieni oraz ku fioletowi promieniowania gamma, które emitowane było w kierunkach zgodnym i przeciwnym do natężenia pola grawitacyjnego.

## Teoria
Zgodnie z postulatami ogólnej teorii względności foton przemieszczający się w kierunku źródła pola grawitacyjnego zyskuje energię przez wzrost częstotliwości fali elektromagnetycznej z nim związanej, z kolei foton przemieszczający się w kierunku przeciwnym tę energię traci. Przy ruchu w kierunku Ziemi ta zmiana częstotliwości odbywa się zgodnie ze wzorem:
{\displaystyle f_{r}={\sqrt {\frac {1-{\dfrac {2GM}{(R+h)c^{2}}}}{1-{\dfrac {2GM}{Rc^{2}}}}}}f_{e},}
gdzie:
{\displaystyle f_{r}} {\displaystyle (f_{e})} – częstotliwość fali odebranej (emitowanej),
{\displaystyle h} – odległość między emiterem a odbiornikiem,
{\displaystyle M} – masa Ziemi,
{\displaystyle R} – promień Ziemi,
{\displaystyle G} – stała grawitacji,
{\displaystyle c} – prędkość światła.
By zneutralizować wpływ grawitacyjnego przesunięcia widma, emiter porusza się w górę, oddalając się od odbiornika. Ten ruch powoduje przesunięcie ku czerwieni zgodnie ze wzorem efektu Dopplera:
{\displaystyle f_{r}={\sqrt {\frac {1-v/c}{1+v/c}}}f_{e},}
gdzie {\displaystyle v} to prędkość emitera względem odbiornika. Pound i Rebka dopasowali tę prędkość tak, by całkowicie niwelowała efekt grawitacyjny, pozwalając na przyrównanie do siebie częstotliwości odbieranych fal:
{\displaystyle {\sqrt {{\frac {1-v/c}{1+v/c}}\cdot {\frac {1-{\dfrac {2GM}{(R+h)c^{2}}}}{1-{\dfrac {2GM}{Rc^{2}}}}}}}=1.}
W tym doświadczeniu {\displaystyle h\ll R,} zatem można dokonać uproszczenia:
{\displaystyle v\approx {\frac {gh}{c}}=7{,}5\times 10^{-7}\ \mathrm {m/s} .}
W ogólnym przypadku, gdy {\displaystyle h\approx R,} powyższego uproszczenia stosować nie można.
Odległość pokonywana przez promieniowanie w ramach eksperymentu była mocno ograniczona. Energia związana z przesunięciem ku czerwieni na dystansie 22,5 metra jest bardzo mała. Względna zmiana energii fotonu wyrażona jest wzorem: {\displaystyle \delta E/E=gh/c^{2}=2{,}5\times 10^{-15}.} Dla fotonów o wysokiej energii (krótkiej długości fali) różnica bezwzględna jest większa. Promieniowanie gamma o energii 14 keV emitowanie przez izotop 57
Fe okazało się wystarczające na potrzeby tego doświadczenia, przy dokładności ówczesnej aparatury pomiarowej.
Warto zauważyć, że efekt i powyższe przesunięcie energii można uzyskać już z teorii grawitacji Newtona i równoważności masy i energii w szczególnej teorii względności. Zgodnie ze wzorem Einsteina można założyć, że foton o częstości {\displaystyle \omega } i energii kwantu {\displaystyle \hbar \omega } posiada graniczną dla ruchu z prędkością światła masę grawitacyjną
{\displaystyle m_{f}=E/c^{2}=\hbar \omega /c^{2}.}
Wystrzelony np. w górę będzie więc także podlegał sile grawitacji Newtona i obniżał swoją energię o energię potencjalną uzyskaną
w wyniku wznoszenia się. Jednak jako światło zgodnie ze szczególną teorią względności nie może on zwalniać a jednie robić to poprzez obniżenie częstości. Zajdzie więc
{\displaystyle \hbar \omega (h)=\hbar \omega (0)-m_{f}gh=\hbar \omega (0)\left(1-{\frac {gh}{c^{2}}}\right),}
gdzie do wyznaczenia grawitacyjnej masy efektywnej fotonu użyliśmy jego energii na powierzchni Ziemi, zakładając, że jej zmiana podczas jego ruchu jest mała.

## Doświadczenie
Doświadczenie zostało przeprowadzone w laboratorium Jefferson Physical Laboratory na Uniwersytecie Harvarda. Próbkę zawierającą żelazo 57
Fe emitującą promienie gamma ulokowano w środku stożka głośnika, który umieszczono w pobliżu dachu budynku. Drugą próbkę zawierającą 57
Fe umieszczono w piwnicy. Odległość między tym źródłem a pochłaniaczem wynosiła 22,5 metra (73,8 stopy). Promienie gamma przemieszczały się przez worek wykonany z mylaru wypełniony helem, aby zminimalizować rozpraszanie. Licznik scyntylacyjny został umieszczony poniżej pochłaniacza w celu wykrycia promieni gamma, które nie zostały przez nią zaabsorbowane. Wibrująca membrana głośnika sprawiała, że źródło promieniowania poruszało się ze zmienną prędkością, tworząc w ten sposób różne przesunięcia Dopplera. Kiedy przesunięcie Dopplera anulowało grawitacyjne przesunięcie niebieskiego, otrzymująca próbka pochłaniała promienie gamma, a liczba promieni gamma wykrytych przez licznik scyntylacyjny odpowiednio spadała. Zmiana absorpcji może być skorelowana z fazą wibracji głośnika, czyli prędkością emitującej próbki i przesunięciem Dopplera. Aby zrekompensować ewentualne błędy systematyczne, Pound i Rebka zmieniali częstotliwość głośników między 10 a 50 Hz, zamieniali źródło i detektor, a także używali różnych głośników (przetwornika ferroelektrycznego i cewki ruchomej). Dzięki zamianie emitera i odbiornika miejscami możliwe jest podwojenie efektu. Pound odjął dwa wyniki eksperymentalne:
1. przesunięcie częstotliwości fali emitowanej z dołu wieży w kierunku sufitu,
2. przesunięcie częstotliwości fali emitowanej z sufitu wieży w kierunku podłogi,

otrzymując dwukrotnie wyższy wynik dzięki różnicy znaków otrzymanych wyników.
Wynik potwierdził przewidywania ogólnej teorii względności z dokładnością około 10%.
Późniejsze powtórzenie doświadczenia przez Pounda i Snidera w roku 1964 dało wynik zgodny z przewidywaniami z dokładnością do 1%.